# José Bernárdez
José Bernárdez Boluja (Santiago de Compostela, 1 de octubre de 1935-12 de marzo de 2018) fue un ciclista español, profesional entre 1958 y 1968. Aunque gallego de nacimiento su carrera deportiva se desarrolló con base en Vizcaya.
Sus principales éxitos fueron las victorias en el Gran Premio de Llodio y en el Campeonato de España de Fondo en Carretera para Independientes, y el Subcampeonato de España de Montaña en Ruta, todo ello en 1961. Sin embargo su actuación más memorable se produjo en el Campeonato del Mundo de ciclismo de ese año, en el que llegó a la meta en un primer grupo de 14 corredores con todos los ases mundiales del momento y en el sprint final obtuvo el 4.º puesto, solo superado por Rik Van Looy, Nino Defilippis y Raymond Poulidor.

## Palmarés
1961
- Gran Premio de Llodio
- 2º en el Campeonato de España de Montaña